# آندرونوفسکایا
آندرونوفسکایا (به لاتین: Andronovskaya) یک منطقهٔ مسکونی در روسیه است که در استان آرخانگلسک واقع شده‌است.